# Награда Емпајер за најбољи научнофантастични филм
Емпајер награда за најбољи научнофантастични  једна је од Емпајер награда коју сваке године додељује британски филмски часопис Емпајер најбољем научнофантастичном филму из претходне године. Емпајер награда за најбољи научнофантастични филм једна је од 4 нове текуће награде за најбоље филмове које су први пут уведене на 11. додели Емпајер награда 2006. године (награде за најбољу комедију, трилер и хорор). Победника сваке године бирају читаоци часописа.

## Добитници и номинације

### 2000е
| Година                                     | Филм |
| ------------------------------------------ | ---- |
| 2006.                                      |      |
| Звездани ратови — епизода III: Освета сита |      |
| Хари Потер и ватрени пехар                 |      |
| Кинг Конг                                  |      |
| Свемирски брод Спокој                      |      |
| Летописи Нарније: Лав, вештица и орман     |      |
| 2007.                                      |      |
| Панов лавиринт                             |      |
| Потомци                                    |      |
| Пирати са Кариба: Тајна шкриње             |      |
| Повратак Супермена                         |      |
| Икс-људи 3: Последње упориште              |      |
| 2008.                                      |      |
| Звездана прашина                           |      |
| 300 — Битка код Термопила                  |      |
| Хари Потер и Ред феникса                   |      |
| Сунце                                      |      |
| Трансформерси                              |      |
| 2009.                                      |      |
| Тражен                                     |      |
| Мрачни витез                               |      |
| Хелбој 2: Златна војска                    |      |
| Ајронмен                                   |      |
| Воли                                       |      |

### 2010е
| Година                                 | Филм |
| -------------------------------------- | ---- |
| 2010.                                  |      |
| Звездане стазе                         |      |
| Аватар                                 |      |
| Дистрикт 9                             |      |
| Маштаоница доктора Парнаса             |      |
| Месец                                  |      |
| 2011.                                  |      |
| Хари Потер и реликвије Смрти: Први део |      |
| Алиса у земљи чуда                     |      |
| Почетак                                |      |
| Фајтер                                 |      |
| Скот Пилгрим против света              |      |
| 2012.                                  |      |
| Тор                                    |      |
| Капетан Америка: Први осветник         |      |
| Планета мајмуна: Почетак               |      |
| Супер 8                                |      |
| Икс-људи: Прва класа                   |      |
| 2013.                                  |      |
| Хобит: Неочекивано путовање            |      |
| Убица из будућности                    |      |
| Осветници                              |      |
| Прометеј                               |      |
| Судија Дред                            |      |
| 2014.                                  |      |
| Хобит: Шмаугова пустошења              |      |
| Гравитација                            |      |
| Игре глади: Лов на ватру               |      |
| Битка за Пацифик                       |      |
| Звездане стазе: Према тами             |      |
| 2015.                                  |      |
| Икс-људи: Дани будуће прошлости        |      |
| Чувари галаксије                       |      |
| Планета мајмуна: Револуција            |      |
| Хобит: Битка пет армија                |      |
| Међузвездани                           |      |
| 2016.                                  |      |
| Ратови звезда: Буђење силе             |      |
| Игре глади: Сјај слободе - Други део   |      |
| Свет из доба јуре                      |      |
| Побеснели Макс: Ауто-пут беса          |      |
| Марсовац: Спасилачка мисија            |      |
| 2017.                                  |      |
| Седам минута после поноћи              |      |
| Долазак                                |      |
| Доктор Стрејнџ                         |      |
| Одметник-1: Прича Ратова звезда        |      |
| Улица Кловерфилд број 10               |      |
| 2018.                                  |      |
| Чудесна жена                           |      |
| Блејд ранер 2049.                      |      |
| Логан                                  |      |
| Ратови звезда: Последњи џедаји         |      |
| Тор: Рагнарок                          |      |